# Repercusión de los Panama Papers en Pakistán

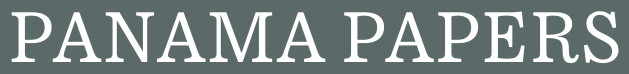
Tipografía usada por el diario Süddeutsche Zeitung desde la primera publicación.

El Caso Panama Papers (oficialmente titulado Imran Khan Niazi vs. Mian Muhammad Nawaz Sharif) o El Caso Panamagate fue un caso legal ante la Corte Suprema de Pakistán, se escuchó entre el 1 de noviembre de 2016 y el 23 de febrero de 2017. Pakistán llevó el caso ante los tribunales Líder del partido Tehreek-e-Insaf Imran Khan. Alegando lavado de dinero, corrupción y declaraciones contradictorias de Nawaz Sharif, entonces Primer ministro de Pakistán luego de la filtración de Papeles de Panamá, que descubrió vínculos entre la familia de Sharif y ocho compañías extranjeras.
La Corte Suprema de Pakistán se reservó su sentencia el 23 de febrero de 2017. El caso ha sido descrito como el más publicitado en la historia de Pakistán, así como un "momento decisivo" para el país. El 20 de abril de 2017, el tribunal anunció la formación de un Equipo Conjunto de Investigación (Joint Investigation Team, JIT) para investigar la implicación de la familia Sharif en la corrupción, tal como se establece en los Papeles de Panamá. 
El 28 de julio de 2017,  Corte Suprema de Justicia de Pakistán Inhabilito a Sharif de ocupar un cargo público en un veredicto unánime.

## Antecedentes

### Panama Papers
El 3 de abril de 2016 el Consorcio Internacional de Periodistas de Investigación publicó una investigación de impacto mundial conocida como los Panama Papers. Los documentos, provenientes de la firma de abogados panameña Mossack Fonseca, entre otras revelaciones sobre otras figuras públicas en muchos otros países, incluyeron detalles de ocho compañías offshore con vínculos a la familia de Nawaz Sharif, el entonces primer ministro de Pakistán, y su hermano Shehbaz Sharif, el titular principal ministro de Punjab. Según el Consorcio Internacional de Periodistas de Investigación, los hijos de Sharif Maryam Nawaz, Hassan Nawaz y Hussain Nawaz "eran propietarios o tenían el derecho de autorizar transacciones para varias empresas". Los registros de Mossack Fonseca relacionaron a los niños con cuatro compañías extraterritoriales, Nescoll Limited, Nielson Holdings Limited, Coomber Group Inc. y Hangon Property Holdings Limited. Las empresas adquirieron propiedades inmobiliarias de lujo en Londres de 2006 a 2007. Las propiedades inmobiliarias eran colaterales para préstamos de hasta $ 13.8 millones, de acuerdo con lo revelado por los Panama Papers.

### Fallo de la creación de una Comisión de Justicia
Frente a las crecientes críticas, Sharif anunció la formación de una comisión judicial bajo el mando un magistrado retirado de la Corte Suprema de Justicia de Pakistán, en un discurso nacional el 5 de abril de 2016. Sin embargo, los ex jueces Tassaduq Hussain Jillani, Nasir-ul-Mulk, Amir-ul- Mulk Mengal, Sahir Ali y Tanvir Ahmad Khan se negaron a participar y no se formó ninguna comisión. El gobierno federal mantuvo su compromiso de formar una comisión, negociando sus términos de referencia con los partidos de la oposición, el Partido Popular de Pakistán y Tehreek-e-Insaf de Pakistán. En un segundo discurso a nivel estatal el 22 de abril de 2016, Sharif anunció que renunciaría si se demostraba su culpabilidad. El último esfuerzo fracasó cuando el presidente del Tribunal Supremo de Pakistán, Anwar Zaheer Jamali, citó amplios términos de referencia abiertos y el alcance limitado de la ley en esta área, y se negó a formar "una comisión desdentada, que no tendrá ningún propósito útil".

### Discurso del Primer Ministro

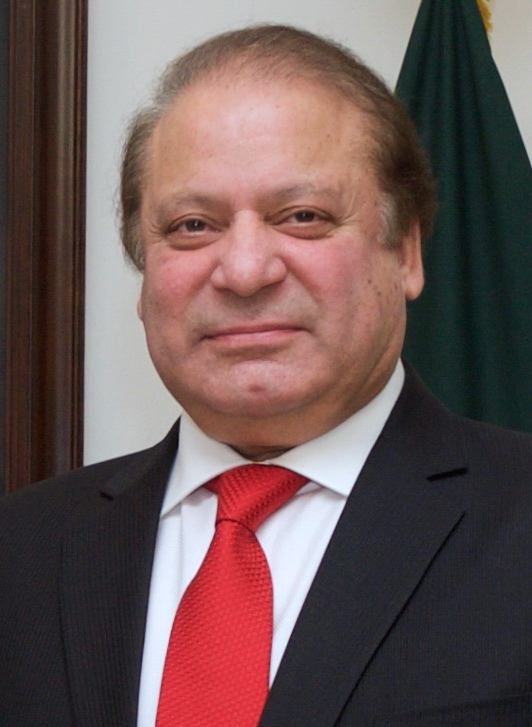
Primer Ministro Nawaz Sharif

En un discurso televisado a la Asamblea Nacional de Pakistán el 16 de mayo de 2016, Sharif sugirió formar un comité conjunto para redactar los términos de referencia para establecer una comisión judicial. Dijo que no le tenía miedo a la rendición de cuentas, mientras criticaba a las figuras de la oposición: "Hoy, la gente que vive en Bungaló y viaja en helicóptero me acusa de mala conducta. ¿Pueden explicarle a la nación cómo ganaron todo este dinero y cuántos impuestos ¿pagado? " En su discurso, Sharif dijo que limpiaría el aire sobre los apartamentos de Londres, pero no volvió al tema.  Reiteró que los apartamentos habían sido comprados con dinero obtenido de la venta de Jeddah Steel Mills, que había pertenecido a su padre. Más tarde, Sharif omitió cualquier referencia a las conexiones comerciales de su familia con la familia real de Qatar durante su discurso del 16 de mayo, invitando a acusaciones de declaraciones contradictorias.

### Respuesta de la oposición
Después del discurso de Sharif, el presidente de PTI Imran Khan presentó una petición a través del abogado Naeem Bokhari ante el Tribunal Supremo de Pakistán el 29 de agosto de 2016, buscando la inhabilitación de Sharif como primer ministro y como miembro de la Asamblea Nacional de Pakistán. Otros líderes políticos, incluyendo a Sheikh Rashid Ahmed de la Liga Musulmana Awami, y Siraj-ul-Haq de Jamat-e-Islami, también expresaron su apoyo a la petición. Atacó a los hijos de Sharif, a su yerno Muhammad Safdar, a su cuñado y al ministro de finanzas titular, Ishaq Dar también. Los trabajadores de PTI organizaron una sentada frente a la residencia privada de Sharif en Raiwind, cerca de Lahore, el 30 de septiembre de 2016. Posteriormente, Khan llamó a los simpatizantes a "cerrar Islamabad hasta que Nawaz Sharif" renuncie o se presente a sí mismo para rendir cuentas.

## Corte Suprema de Justicia de Pakistán

### Audiencias iniciales
La banca inicial de cinco miembros de la corte para conocer el caso estuvo encabezada por el presidente del Tribunal Supremo, Jamali, e integrada por los jueces Asif Saeed Khan Khosa y Amir Hani Muslim, Sh. Azmat Saeed e Ijaz-ul-Ahsan. Las audiencias comenzaron el 1 de noviembre de 2016. El líder de PTI Imran Khan estuvo representado por Bokhari y Hamid Khan. El abogado de Sharif y sus hijos fueron los abogados principales Salman Aslam Butt y Akram Sheikh. El tribunal también aceptó peticiones adicionales presentadas por otras figuras de la oposición, incluido el líder de Jamaat-e-Islami, Siraj-ul-Haq, y el jeque Rashid Ahmad. En su respuesta, los abogados de Sharif, Butt y Shoaib Rashid, informaron al tribunal que aunque poseían propiedades en el extranjero, Hassan y Hussain Nawaz llevaban un negocio legalmente desde hacía décadas, que Maryam Nawaz no dependía de su padre ni era beneficiaria de las compañías offshore citadas, Nielsen y Nescoll, pero un fiduciario. El Juez Khosa requirió un abogado para satisfacer al banco de que el dinero había sido ganado y transferido legalmente.  El tribunal también cuestionó la calidad de las pruebas de PTI, y el juez Saeed señaló que los recortes de periódicos solo eran buenos para "vender pakoras" el día después de la publicación.

### Carta Qatari

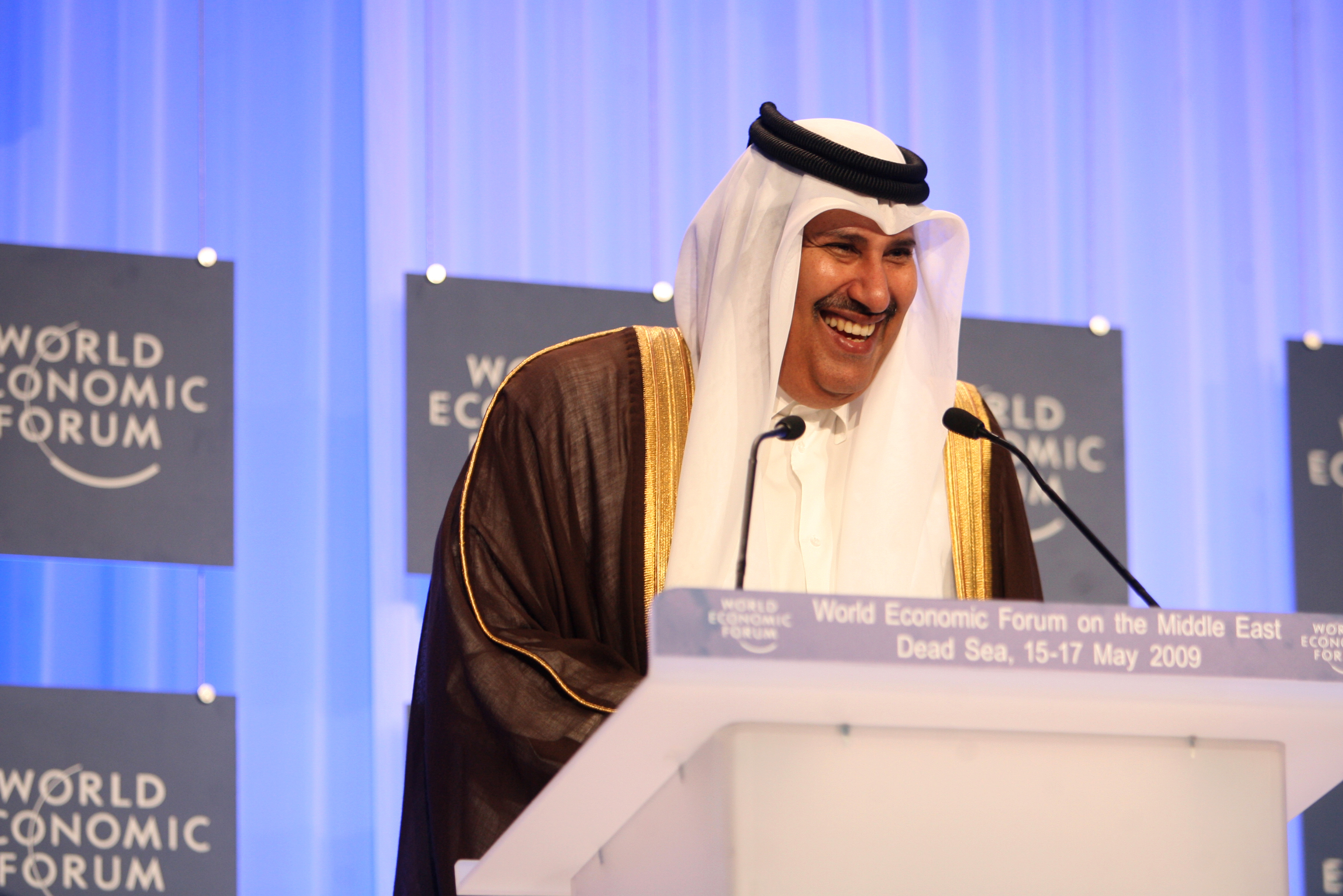
La Corte Suprema observó que la carta escrita por el Primer ministro de Catar Hamad bin Jassem bin Jabr Al Thani (en la foto).

El 14 de noviembre de 2016, el abogado de Sharif, Sheikh, introdujo de forma espectacular una carta escrita por Hamad bin Jassem bin Jabr Al Thani, Primer Ministro de Qatar, de 2007 a 2013. La carta, marcada como privada y confidencial, decía:

(Mi padre Jassim) tenía relaciones comerciales de larga data con (el padre de Sharif) Mian Mohammad Sharif que fueron coordinadas a través de mi hermano mayor ... Mian Sharif expresó su deseo de invertir una cierta cantidad de dinero en el negocio inmobiliario de la familia Al Thani en Qatar . Entendí en ese momento, que una suma total de alrededor de Dirhams 12 millones fue aportada por Mian Sharif, proveniente de la venta de negocios en Dubái (para cuatro pisos: 16, 16A, 17 y 17A Avenfield House, Park Lane, Londres, registrado bajo la propiedad de dos compañías offshore, mientras que sus certificados de acciones al portador se mantuvieron en Qatar). Estos fueron comprados a partir de los ingresos del negocio inmobiliario ... Puedo recordar que durante su vida, Mian Sharif deseó que el beneficiario de su inversión y devoluciones en el negocio inmobiliario [debería ser] su nieto Hussain Nawaz Sharif.
Carta

El juez Khosa observó que el documento había "cambiado por completo la posición pública del primer ministro". Cuando se le preguntó por qué Sharif no había mencionado la carta de Qatar en su discurso del 16 de mayo, Butt respondió: "Esos no eran testimonios legales, sino simples declaraciones políticas. " Expresando la incapacidad de proporcionar una pista de dinero de" 40 años de edad ", Butt explicó que las familias de negocios en ese momento realizaban transacciones sobre parchís, papelitos. Una segunda carta escrita por Al Thani era producido el 26 de enero de 2017, aclarando que "la inversión se realizó mediante el suministro de efectivo, que era una práctica común en la región del Golfo en el momento de la inversión. También fue, dada la relación de larga data entre mi padre y el señor Sharif, una forma habitual de hacer negocios entre ellos ".

### Nuevas Audiencias
Luego del Presidente de la Corte Suprema de Justicia Jamali en diciembre, se formó un nuevo banco encabezado por el Juez Khosa para escuchar el caso nuevamente. El banco retuvo a los jueces Sh. Azmat Saeed e Ijaz-ul-Ahsan, e incluyeron a los jueces Ejaz Afzal Khan y Gulzar Ahmed. La familia Sharif también reorganizó su equipo legal: Butt y Sheikh fueron reemplazados por Makhdoom Ali Khan, Shahid Hamid y Salman Akram Raja. La medida se produjo tras las críticas generalizadas sobre el manejo del caso por parte del equipo y la presentación de la carta de Qatar. Del lado de los peticionarios, el abogado principal Hamid Khan también se excusó de argumentar el caso y afirmó: "Puedo impugnar un caso en la corte, pero no puedo disfrutar de una guerra mediática" después de que aparecieron informes de que el partido no estaba satisfecho con su actuación. El 4 de enero de 2017 se reanudaron las audiencias con el tribunal reconstituido, el nuevo abogado defensor y el lado del peticionario truncado.

### Caso del peticionario
El caso de PTI fue completamente reeditado por Bokhari, junto con Maleeka Bokhari y Akbar Hussain. Bokhari se refirió a las entrevistas con diferentes miembros de la familia Sharif, destacando que cada uno dio versiones diferentes de la estructura de propiedad de las propiedades de Londres. Argumentó que la familia Sharif no había presentado ningún registro con respecto a las transacciones bancarias, ni referirse a las escrituras de fideicomiso ni a la conexión con Qatar anteriormente. Sostuvo que Maryam Nawaz había declarado su ingreso imponible como cero en declaraciones de impuestos, y seguía dependiendo de su padre. Añadió que Hussain Nawaz había dado Rs. 810 millones a su padre, sin que ninguno de ellos se gravara.
Bokhari también resaltó el fracaso de la Oficina Nacional de Rendición de Cuentas (National Accountability Bureau) en su propia referencia archivada contra Hudaibiya Paper Mills en 2000, implicando a la familia Sharif e Ishaq Dar en lavado de dinero a fines de la década de 1990.

### Caso de la Defensa
El abogado de Sharif, Makhdoom Ali Khan, apareció como abogado principal, con la asistencia de Saad Hashmi y Sarmad Hani. Makhdoom citó la propia decisión del tribunal sobre el Artículo 62 (1) F de la Constitución, según la cual los peticionarios buscaron la descalificación de Sharif, como "una pesadilla de interpretaciones y fiesta de oscuridades". Majodom distinguió el caso del de Yusuf Raza Gilani , quien fue descalificado como primer ministro en 2012 por desacato al tribunal. Descartando el precedente de Gilani, Makhdoom argumentó, "Mis Señores deben ver el trasfondo y entender el contexto de este juicio". En cuanto al estado de dependencia de Maryam Nawaz, Makdhoom sostuvo que ella estaba incluida como dependiente del primer ministro en formularios impositivos porque no había otra columna en la hoja.
Para ilustrar que no era difícil transportar 12 millones de dirhams en efectivo, el abogado de Hassan y Hussain Nawaz, Salman Akram Raja, colocó las novelas War and Peace y The Brothers Karamazov una sobre la otra, demostrando que el grosor de ambos libros ascendía a más de 3.000 páginas, equivaldrían a dos millones de dirhams en efectivo.

### FBR y NAB

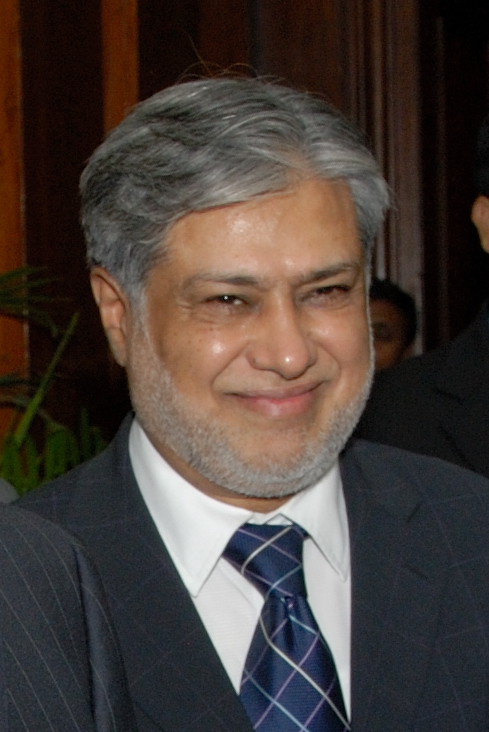
El caso cambió de enfoque a la referencia de Hudaibiya, que implicaba la confesión de Ishaq Dar "bajo coacción".

A lo largo del caso, el tribunal cuestionó el incumplimiento de las instituciones estatales en la búsqueda del caso de Panamá. Muhammad Irshad, presidente de la Junta Federal de Ingresos informó al tribunal que se habían emitido avisos a 343 personas después de las filtraciones de los Papeles de Panamá, y que Hassan, Hussain y Maryam Nawaz habían respondido a los avisos. El abogado de FBR, Mohammad Waqar Rana, dijo que no se habían tomado medidas inmediatas en relación con el escándalo de Panamá, argumentando que había leyes e instituciones separadas para los casos de lavado de dinero. "Entonces, en otras palabras, ¿lo que está diciendo es que la FBR no tomó ninguna medida con respecto al lavado de dinero?" El juez Gulzar observó. La FBR no satisfizo al tribunal por las medidas tomadas. "Muchas gracias por no ayudar al tribunal", el juez Khosa amonestó al lado de FBR.
El NAB (National Accountability Bureau) estuvo representado por el Presidente Qamar Zaman Chaudhry y el fiscal general Waqas Qadeer Dar. Durante sus presentaciones, el caso cambió su enfoque a la referencia criminal Hudaibiya presentada por NAB anteriormente. La referencia se basó en una confesión de Ishaq Dar en 2000, admitiendo el lavado de $ 14.86 millones para la familia Sharif. Dar había sido puesto bajo arresto domiciliario en ese momento por el régimen militar de Pervez Musharraf, y mantuvo que la confesión había sido adquirida bajo coacción. El caso fue anulado por el Tribunal Superior de Lahore en 2014, cuando Dar era ministro de Finanzas. "Hay reservas con respecto a la falla de NAB para registrar una apelación", remarcó el tribunal. "Cuando un delincuente obtiene una fianza en un caso de hurto menor, NAB registra una apelación. Este es un caso que vale millones y no se registró apelación", observó el juez Khosa. Chaudhry reiteró su decisión de no registrar una apelación. El juez Saeed advirtió al equipo NAB que "esté preparado para enfrentar graves consecuencias".

### Presentaciones del fiscal general
El fiscal general para Pakistán, Ashtar Ausaf Ali, fue avisado para ayudar a la Corte el 22 de febrero de 2017. Ausaf, con Asad Rahim Khan y Salaar Shahzaib Khan, afirmó que cualquiera podía interponer un recurso contra la decisión del Tribunal Superior de Lahore en el Referencia de Hudaibiya, y mucho menos NAB. El juez Saeed comentó que NAB había "muerto delante de nosotros ayer". Ausaf agregó además que el primer ministro no tenía inmunidad en los casos del Código de Procedimiento Penal en virtud de la Constitución. Se advirtió a Ausaf que "no se convierta en parte en el caso", sino que ayudaría al tribunal.

### Presentaciones Finales
Tras la refutación de Bokhari al caso de la defensa, los peticionarios comparecieron ante el tribunal el 23 de febrero de 2017, incluidos Imran Khan, Siraj-ul-Haq y el jeque Rashid Ahmad. El Tribunal se reservó su fallo ese día

### Fallo
El veredicto en el caso fue anunciado a las 2:00 p.m. PST el 20 de abril de 2017. La Corte Suprema de Justicia de Pakistán en una decisión 3-2 dictaminó que no había pruebas suficientes para ordenar la destitución de Sharif de su cargo, pero ordenó una mayor investigación de las acusaciones de corrupción. El tribunal ordenó la formación de un Equipo Conjunto de Investigación (JIT) en un banco especial de tres miembros, que más tarde se conoció como el banco de implementación JIT. Los dos jueces disidentes del tribunal, el juez Asif Saeed Khosa y el juez Gulzar Ahmed, opinaron que Sharif no había sido honesto con la nación y que debería ser descalificado.
El Equipo Conjunto de Investigación en el Caso Panamagate tenía facultades para investigar a todos los demandados y partes relacionadas, incluido el primer ministro, y se le ordenó completar su investigación en un plazo de 60 días y presentar sus conclusiones al Tribunal Supremo cada 15 días.
El veredicto detallado de 540 páginas en el caso fue lanzado el 20 de abril de 2017. Fue escrito principalmente por el juez Ejaz Afzal Khan y se destacó por sus duras críticas a las instituciones de investigación estatales, NAB y la FIA, así como al gobierno por su manejo de los Papeles de Panamá se filtra. Se castigó a los acusados por no ser 'completamente honesto con la corte'.

El secreto de un gran éxito por el que no puede contar es un crimen que nunca se supo, porque se ejecutó correctamente".
-La declaración de apertura del veredicto detallado del caso de Panamá; citando al novelista y dramaturgo francés, Honoré de Balzac.

## Equipo Conjunto de Investigación
Bajo el dictamen de la Corte Suprema, un tribunal especial de implementación de tres miembros supervisó el ECI, encabezado por el juez Ejaz Afzal Khan e incluido el juez Sheikh Azmat Saeed y el juez Ijazul Ahsan. El ECI fue formalmente constituido por el banco de implementación de la Corte Suprema el 6 de mayo de 2017. Estaba compuesto por seis miembros, con el director de la FIA.
| Nombre                     | Organización                                 | Posición                                 |
| -------------------------- | -------------------------------------------- | ---------------------------------------- |
| Wajid Zia                  | Agencia Federal de Investigación de Pakistán | Director General Adicional (Inmigración) |
| Ameer Aziz                 | Banco Estatal de Pakistán                    | Director Ejecutivo ( NIBAF)              |
| Bilal Rasool               | Comisión de Bolsa y Valores de Pakistán      | Director Ejecutivo                       |
| Irfan Naeem Mangi          | Buró Nacional de Responsabilidad             | Director General (NAB, Balochistan)      |
| Brigadier (r) Nauman Saeed | Inter-Services Intelligence                  | Director (Seguridad Interna)             |
| Brigadier Kamran Khurshid  | Inteligencia militar                         | –                                        |

### Autoridad y funcionamiento
A los miembros de JIT se les dio la autoridad de contratar y asociar expertos locales y / o extranjeros para facilitar la investigación de los activos costa afuera de la familia Sharif. El equipo también recibió todas las facultades otorgadas por las leyes relacionadas con la investigación, incluidas las disponibles en el Código de Procedimiento Penal de 1898, la Ordenanza de la Oficina Nacional de Contabilidad de 1999 y la Ley de la Agencia Federal de Investigación de 1975. La directiva también establecía que el Equipo conjunto de expertos actuaba en la dirección del Tribunal Supremo y todas las autoridades ejecutivas en Pakistán deben ayudar y cooperar con el equipo.
La sede de JIT estaba en la Academia Judicial Federal, Islamabad, con un presupuesto de trabajo de Rs. 20 millones. El equipo debía presentar informes ante el Tribunal Supremo quincenalmente y completar sus investigaciones dentro de los 60 días posteriores a la formación.

## Alcance de la investigación
El alcance de la investigación del JIT incluyó los siguientes diez puntos, según lo delineado por el Tribunal Especial de la Corte Suprema de Justicia: 
1. ¿Cómo nació Gulf Steel?
2. ¿Qué llevó a su venta?
3. ¿Qué pasó con sus responsabilidades?
4. ¿Dónde terminaron los ingresos de su venta?
5. ¿Cómo llegaron a Jeddah, Qatar y el Reino Unido?
6. Si los preguntas números 7 y 8 (Hussain y Hassan Nawaz Sharif), en vista de su tierna edad, tenían los medios a principios de los noventa para poseer y comprar los apartamentos de Londres.
7. Si la aparición repentina de la carta de al-Thani es un mito o realidad?
8. ¿Cómo se cristalizaron las acciones al portador en los pisos?
9. ¿Quien, de hecho, es el propietario real y beneficioso de Nescoll Limited y Nielsen Enterprises.
10. ¿Cómo nació Hill Metals Establishment?
11. ¿De dónde vino el dinero para Flagship Investment Limited y otras compañías creadas / asumidas por el demandado número 8 (Hassan Nawaz Sharif)?
12. ¿De dónde vino el capital para tales compañías?
13. ¿De dónde provienen las grandes sumas, en millones, donadas por el encuestado número 7 (Hussain Nawaz Sharif) al encuestado número 1 (Nawaz Sharif)?

### Informe ECI y recomendaciones
A pesar de las controversias, el 10 de julio de 2017, ECI presentó un informe de 275 páginas en el tribunal superior. El informe solicitó a NAB que presente una referencia contra Sharif, su hija Maryam y sus hijos en virtud de la sección 9 de la Ordenanza Nacional de Responsabilidad. JIT descubrió que Sharif, sus hijos y su hija Maryam Nawaz no podían justificar sus ingresos y activos, y agregó que se había demostrado que Maryam Nawaz era la propietaria beneficiaria de Nielsen y Nescoll. El informe además afirmó que Maryam estaba involucrada en la falsificación de pruebas ante la Corte Suprema. La base de esto fue el uso de la fuente Calibri en documentos que se dice datan de 2006, cuando la fuente Calibri no se lanzó al público hasta enero de 2007. Entre otros hallazgos críticos se encuentra el descubrimiento de una compañía offshore, FZE Capital, administrada por Nawaz Sharif hasta 2014, y la falta completa de registros de apoyo en los Emiratos Árabes Unidos relacionados con la venta de Gulf Steel Mill, importante para el caso ya que formó la base de la pista de dinero de la "letra de Qatar".

## Veredicto final
Tras el informe ECI al tribunal el 10 de julio de 2017, la Corte Suprema comenzó a escuchar argumentos una semana después. El 21 de julio de 2017, el tribunal concluyó las audiencias y reservó su fallo. El 28 de julio de 2017, el tribunal anunció su decisión unánime y descalificó al Primer Ministro para ocupar cargos públicos, y descubrió que había sido deshonesto al no divulgar su empleo en la empresa Capital FZE con sede en Dubái en sus documentos de nominación. El tribunal también ordenó a National Accountability Bureau que presente una denuncia contra Sharif, su familia y su exministro de Finanzas Ishaq Dar, por cargos de corrupción.

## Después del veredicto
Tras el veredicto, Nawaz Sharif fue inhabilitado para seguir ocupando el puesto de como primer ministro y también como líder de la Asamblea Nacional. El tribunal ordenó al NAB investigar los cargos de corrupción contra Sharif, sus tres hijos y su yerno.